# Bonifác IX.
Bonifác IX. (rodným jménem Pietro Tomacelli; asi 1356, Neapol – 1. října 1404, Řím) byl papežem od 2. listopadu 1389 až do své smrti. Během jeho pontifikátu vládli v Avignonu i vzdoropapeži Klement VII. a poté Benedikt XIII.

## Život
Narodil se v chudé šlechtické rodině. Stal se biskupem a byl jmenován kardinálem. Po smrti Urbana VI. doufal vzdoropapež Klement VII., že konkláve nezvolí nového papeže a uzná jeho. Konkláve však zvolilo jednoho ze svých členů. Za Bonifáce jako papeže Papežský stát posílil vojensky i finančně. Během jeho panování proběhly dva svaté roky, jeden v roce 1390, který vyhlásil jeho předchůdce a druhý pak v roce 1400. Reagoval pozitivně na posly byzantského císaře Manuela II., který žádal o pomoc proti vojskům tureckého sultána Bajezida I., když v letech 1398 a 1399 vydal listy, který vyzývaly k nové křížové výpravě na pomoc Konstantinopoli. Výzva se však s velkým ohlasem nesetkala. Potvrdil rozhodnutí kurfiřtů o sesazení Václava IV. z římského trůnu.
V roce 1391 kanonizoval Brigitu Švédskou, založil univerzity ve Fermu, Ferraře a Erfurtu. Zemřel po krátké nemoci.